# Бихаћ
Бихаћ је насељено мјесто, сједиште истоименог града и управни центар Унско-санског кантона у Федерацији Босне и Херцеговине, БиХ. Град се налази на ријеци Уни. Према попису из 2013. било је 43.007 становника.

## Географија
Бихаћ је смјештен у сјеверозападном дијелу Босне и Херцеговине и привредно је, административно и културно средиште Унско-санског кантона.

## Историја

### Праисторијско доба
Географски положај и погодни климатски услови су од прадавних времена погодовали насељавању људи на бихаћко подручје. Иако недавно истражено, на основу ископина и бројних остатака, установљено је присуство човјека у старијем каменом, касном бронзаном, те старијем и млађем гвозденом добу. У Рачићу, десет километара југоисточно од Бихаћа, заједно са костима мамута, пронађена су два кремена новчића.
Присуство дијелова племена Јапода на овом подручју сигурно је доказано. Почевши од 8. вијека п. н. е. они су, поред дијела Славоније, Горског котара и Лике, насељавали и Бихаћко поље. Јаподска култура обиљежила је Бихаћ изузетним вриједностима далеког насљеђа, од конструкционих рјешења сојеница, преко накита од бронзе, гвожђа и сребра, до „Јаподског коњаника“. Налази из многих мијеста, међу којима су Бихаћ, Голубић, Притока и Рипац, приказују специфичан карактер илирске културе на јаподском подручју (урне с призорима из свакодневног и загробног живота, равни гробови с богатим призорима, накит, оружје, јаподске капе).

### Римско доба
Након хиљаду година постојања на овим просторима Јаподе су покорили римске легије које су из више праваца продрле на Балканско полуострво. Римски император Октавијан Август 35. године п. н. е. је повео рат против јаподских племена да би успоставио коначну власт Римског царства. Ово подручје је припало римској провинцији Далмацији. Римљани доносе своје обичаје, законе и традиционално градитељство. Неки старији историографи лоцирали су на терену данашњег села Голубић римски град Раетинијум. Према површинским налазима грађевинског материјала и каменим споменицима може се претпоставити постојање римског градског центра у околини Бихаћа. Остаци појединих зграда откривени су на Хумачким главицама, у Изачићу, Заложју и Брековици. Термални извор у Гати Илиџи и већа зграда озидани су у римско доба. Умјетност античког доба сачувана је на каменим надгробним споменицима гдје се претежно појављују геометријски мотиви.

### Средњи вијек
Почетком 6. вијека (505. године) римске провинције Далмација (којој је припадало и бихаћко подручје) Либурнија и Савија спојене су у једну покрајину под владом готског кнеза. Почетком 7. вијека, између 602. и 614. године, Словени су населили бихаћки крај кад и почиње трајни процес словенизације. Словенска племена, настањена на овом и ширем подручју током раног средњег вијека ускоро бивају преплављена доласком нових Словена, те се налазе на сталном удару Византије с истока и Франачке са запада. Град је био средиште хрватске краљевине под краљем Томиславом све до 1102, али град и околна подручја и даље остају настањени Хрватима и ван јурисдикције Угарске. До тада се говори о бихаћком крају, бихаћком подручју, о једном безименом простору, а да се име града не спомиње. Неколико година босански краљ Твртко I је владао овим крајем, али у име Ладислава Напуљског. Град је у његово име био заузео херцег сплитски Хрвоје Вукчић Хрватинић.
Краље Угарске Бела IV је 26. фебруара 1260. године издаје повељу која је непосредна потврда о постојању града Wyhygha, (или Vihucha и Бишћа), на Отоку св. Ладислава којег запљускује ријека Уна. Године 1262. проглашен је слободним краљевским градом с правима да се бави слободном трговином и занатством, без самовоље племића, сто чини основу његовог даљег развоја и у чему је суштина његовог статуса "слободног краљевског града". Бихаћ се формира и развија као градски, трговачки и занатски центар на раскршћу путева и токова живота. Бихаћ је добро утврђен град опасан двоструким бедемом с великим бројем пушкарница и округлим четверокутним кулама.
Краљ Жигмунд Луксембуршки боравио је у Бихаћу 1412. године када га је предао Франкопанима у чијој ће власти остати до почетка 16. вијека када поновно прелази под непосредну краљевску власт као Regia civitas. На бихаћкој Капетановој кули још стоји лик пеликана, грба Франкопана. У Бишћу у више наврата је засједао Хрватски сталешки сабор, а недалеко одатле тај исти Сабор у Цетинграду изабрао Хабсбуршког надвојводу за хрватског краља.
Падом под Османлије европски картографи ово подручје називају "Турска Хрватска", да би касније добио назив Крајина, па по томе у Босанска Крајина насупрот Војној крајини с друге стране границе.
На глагољској листини с краја 14. вијека сачуван је печат средњовјековног Бихаћа на којем се виде три куле. На средњој је застава с натписом Civitatis Bihigiensis. Исти мотив има грб града. У старим и сачуваним пергаментним листовима град се спомиње под различитим именима: Bihig, Byheg, Bichich, , Bihag, Vywegh, Wyjgh. У средњовјековном периоду Бихаћ постаје занимљив и привлачан за насељавање и то је доба његовог сталног успона иако је с времена на вријеме преживљавао многе ударе.
Занимљиво је да се већ од самог почетка појаве протестантског хришћанства у Бихаћу обавља богослужење и за тај облик хришћанства, а остатака богумилских (крстјанских, Црква босанска) гробница нашло се и у околини Бихаћа, што свједочи да је богумилство било узело маха и у овом дијелу Босне. Од културних занимљивост ваља споменути да се као члан магистрата — грађанин — на списку налази и први хрватски романописац Петар Зоранић, а Јурај Крижанић, први панславен, теоретичар музике, библиотекар, математичар, лингвист поријеклом је из предстраже Бихаћа, Рипча.
Археолози су открили и избројали остатке 60 већих и мањих утврда, густо смјештених као одбрамбени појас против Османлија, те тврдо зиданих градова који говоре о томе како се граница утврђивала и бранила. Те градове изградили су, утврдили и наоружали искључиво властитим новцима Франкопани, Зрински, Бабонићи Благајски и други. Сами називи тих градова су интересантни већ и стога што његова етимологија упућује на извор у словенској митологији. Напримјер Подзвизд, носи име једног славенског божанства. У борбама за угарско-хрватско престо, током 14. вијека и касније, на подручјима око ријеке Уне, долази до сукоба између моћних властелина који подржавају своје претенденте. Али и међусобне размирице домаћег племства доводе до незадовољства међу становништвом и слабе одбрамбену моћ подручја. У таквим немирним временима Бихаћ није могао сачувати статус слободног краљевског града, те је увучен у династијске борбе.
Пред османском најездом бројни Хрвати су напустили ове крајеве и населили се од подручја у Покупљу, Посавини и Градишћу све до Чешке и Моравске.
Бихаћ је био утврђен град који су освојили Турци 1690. године. А у пролеће 1697. године гроф Баћањи није успео да га преузме из Турских руку.

### Други свјетски рат
У Бихаћу су усташке власти 24. јуна 1941. године између 4 и 5 часова изјутра зашле по српским кућама, и наредиле да сви са најпотребнијим стварима у року од пола сата дођу на спортско игралиште, где ће предати кључеве од кућа. Одатле су их послали у Кулен-Вакуф, затим их премештали у друга места, а неки су најзад успели да стигну у Србију.
Поред ових многобројних наведених примера још је огроман број српских породица разних срезова и места која су ушла у састав НДХ, насилно отеран из својих домова и одмах или пошто се дуже времена потуцао по разним логорима, пребачен у Србију. Пљачкањем уцењивањем и насилним прогањањем српски народ је оштећен од Хрвата-усташа за преко 40 милијарди и предратних златних динара. Процењивало се да је из НДХ протерано око 340.000 Срба.
Да би лакше дошли до плена, усташе су приликом гоњења становника из кућа обично говорили да понесу са собом све драгоцености и новац и да им се ништа неће одузети, што није било истина. Када су у Бихаћу на игралишту, по наредби усташа скупио велики број људи, жена и деце наређено је да свако преда сав новац и ствари од вредности за себе задржи само 500 динара. Поред тога сви су морали да предају и кључеве од кућа. "Људима и женама су чак скидали и бурме и трзали сурово минђуше са ушију". Том приликом одузето је 1.500.000 динара у новцу, 15 кг. сребра, и 7 килограма злата у златницима и накиту. Све ово усташе су одмах међу собом поделиле. "Када смо тражили да нам издају признанице на одузети новац и реверсе на одузети накит и друге вредности, усташе су нас најгрубљим тоном одбиле, говорећи да ми сами прибележимо, у својим нотесима колико нам је ствари и новца одузето". Само имање Божице Ђукић у Бихаћу и њене ствари које су усташе узели за себе вределе су 1.500.000 динара.
Протеране су и све српске породице из села Сокоца. Исто тако из села: Лугова, Покоја, Кастеле и Србњака која се налазе од Бихаћа до Отрожачког места долином реке Уне "са десне и лијеве стране усташе су протерале све становнике православне вере из њихових кућа".
Пошто су из Бихаћа истеране српске породице, хрватске власти су истакле крупним словима штампане плакате по бихаћким улицама, на којима је стајало и ово “Власи (Срби) и Жидови, да би се очувао хрватски карактер, хрватског града Бихаћа, не смеју се задржавати у околини Бишћа на 15 км. Не смеју више долазити ни на недељне ни на годишње вашаре“.
Јосип Клеменчић месар и општински комесар из Вргинмоста, за време покоља становништва и паљења села у бихаћком срезу опљачкао је од Срба "велику суму папирног новца и и више килограма сребрног новца".
У Бихаћу је по наредби великог жупана Виктора Кватерника на Видовдан 1941. године почело рушење православне цркве, првог дана је скинут крст, срушено кубе и скинут кров, а сутрадан пошто је била од тврдог материјала цркву су морали да руше минама. Цркву у Притоци срез Бихаћ усташе су запалили, али како није потпуно изгорела, минирали су је и срушили.
Јединице 4. југословенске армије су ослободиле Бихаћ 28. марта 1945. током Личко-приморске операције.

## Становништво
|                      | 2013.           | 1991.            | 1981.            | 1971.            | 1961.           |
| Укупно               | 39 690 (100,0%) | 45 553 (100,0%)  | 29 875 (100,0%)  | 24 060 (100,0%)  | 15 763 (100,0%) |
| Бошњаци              | 34 142 (86,02%) | 27 418 (60,19%)1 | 14 155 (47,38%)1 | 13 752 (57,16%)1 | 3 510 (22,27%)1 |
| Хрвати               | 3 043 (7,667%)  | 4 805 (10,55%)   | 2 872 (9,613%)   | 3 453 (14,35%)   | 3 304 (20,96%)  |
| Босанци              | 668 (1,683%)    | –                | –                | –                | –               |
| Неизјашњени          | 545 (1,373%)    | –                | –                | –                | –               |
| Срби                 | 424 (1,068%)    | 8 218 (18,04%)   | 5 829 (19,51%)   | 5 222 (21,70%)   | 4 047 (25,67%)  |
| Муслимани            | 227 (0,572%)    | –                | –                | –                | –               |
| Босанци и Херцеговци | 222 (0,559%)    | –                | –                | –                | –               |
| Роми                 | 167 (0,421%)    | –                | 23 (0,077%)      | –                | –               |
| Остали               | 134 (0,338%)    | 1 092 (2,397%)   | 133 (0,445%)     | 308 (1,280%)     | 297 (1,884%)    |
| Албанци              | 37 (0,093%)     | –                | 38 (0,127%)      | 41 (0,170%)      | –               |
| Непознато            | 22 (0,055%)     | –                | –                | –                | –               |
| Југословени          | 20 (0,050%)     | 4 020 (8,825%)   | 6 616 (22,15%)   | 1 014 (4,214%)   | 4 605 (29,21%)  |
| Словенци             | 14 (0,035%)     | –                | 65 (0,218%)      | 89 (0,370%)      | –               |
| Црногорци            | 9 (0,023%)      | –                | 111 (0,372%)     | 111 (0,461%)     | –               |
| Македонци            | 7 (0,018%)      | –                | 33 (0,110%)      | 70 (0,291%)      | –               |
| Турци                | 4 (0,010%)      | –                | –                | –                | –               |
| Православци          | 3 (0,008%)      | –                | –                | –                | –               |
| Украјинци            | 2 (0,005%)      | –                | –                | –                | –               |

1. 1 На пописима од 1971. до 1991. Бошњаци су пописивани углавном као Муслимани.